# Celerena stenospila
Celerena stenospila là một loài bướm đêm trong họ Geometridae.